# 小行星7835
小行星7835（7835 Myroncope）是一颗围绕太阳公转的小行星。1993年6月16日，蒂莫西·B·斯帕爾在卡特林那发现了此天体。
这颗小行星的绝对星等为37.46030404876485等。